# Frederick Tom Brooks
Frederick Tom(as) Brooks CBE FRS FRSE LLD (17 de diciembre de 1882 - 11 de marzo de 1952) fue un micólogo, botánico, fitopatólogo, y recolector de plantas inglés. Fue profesor de Botánica en la Universidad de Cambridge.

## Biografía
Nació en Wells, Somerset, hijo de Edward Brooks y asistió a la Escuela de Sexey, Somerset de 1895 a 1898. Luego asistió a la Escuela Merrywood de Magisterio en Bristol. Se acercó a la Emmanuel College, Cambridge en 1902. En 1907 se casó con Emily Broderick, y no tuvieron hijos.
De 1905 a 1917, llevó a cabo el papel de Demostrador en el departamento de Botánica. Durante la Primera Guerra Mundial tuvo el papel de Fitopatólogo en el Departamento de Producción de Alimentos. De 1919 a 1931 fue profesor en Cambridge y 1931 a 1936 conferencista. Se convirtió en profesor de Botánica en Cambridge en 1936. Se especializó en micología e investigó, entre otras cosas, la enfermedad del plateado de árboles frutales.

## Obra seleccionada
- 1947. Flowerless Plants: With 131 Ill. and a Glossary. Introduction to structural botany 2. 11.ª ed. de Black, 344 p.
- 1937. Flowering Plants. Parte 1 de Intr. to structural botany. Con Dukinfield Henry Scott, 12.ª ed. de Adam & Charles BLack, 308 p.
- 1928: Plant Diseases,[3] 457 p.
- 1928. Insect and Fungus Pests of the Farm. "The Farmer and stock-breeder" manuals. Con John Claude Fortescue Fryer. Ed. E. Benn Ltd. 198 p.

## Honores

### Membresías
- 1930: Royal Society.[1]
- 1946: Real Sociedad de Edimburgo.
- 1945-1947: Pte. de la Sociedad Filosófica de Cambridge.[2]

- La abreviatura «F.T.Brooks» se emplea para indicar a Frederick Tom Brooks como autoridad en la descripción y clasificación científica de los vegetales.[4]

## Otras lecturas
- Rodgers, Andrew Denny, III (1970). «Bailey, Liberty Hyde». "Dictionario de Biografías Científicas" 1. New York: Charles Scribner's Sons. pp. 395-397. ISBN 0684101149.

- Datos: Q5498873
- Multimedia: Frederick Tom Brooks / Q5498873
- Especies: Frederick Tom Brooks